# Paschal I.
Svatý Paschal I., vlastním jménem Pascale Massimi, (??, Řím – 11. února 824, Řím) byl papežem od 25. ledna 817 až do své smrti. Jeho svátek se datuje na 11. února podle církve katolické a 14. května dle pravoslavné.

## Život
Podle Liber Pontificalis se narodil v Římě jako syn Bonosa a Theodory, která je údajně vyobrazena na proslulé mozaice Episcopa Theodora. Absolvoval benediktinskou školu v Lateránu, byl opatem v římském kostele sv. Štěpána a proslul dobročinností vůči poutníkům. Po svém zvolení papežem uzavřel s císařem Ludvíkem I. Pobožným dohodu Pactum Ludovicianum. Roku 823 korunoval Ludvíkova syna Lothara italským králem. Následoval spor mezi církevní a světskou mocí o opatství Farfa, Lotharův stoupenec primicius Theodor se synem byli v Římě oslepeni a sťati; papež musel před císařovými vyslanci odpřisáhnout, že k tomuto činu došlo bez jeho souhlasu.
Odmítal také obrazoborectví provozované byzantským císařem Leonem V. Arménským a udělil azyl mnoha Leonovým odpůrcům. Vyslal rovněž remešského arcibiskupa Ebona, aby obrátil na křesťanství obyvatele severní Evropy.
Usiloval o upevnění papežské autority horlivou stavební činností. Nechal rozšířit a vyzdobit baziliku Santa Prassede, v níž byl později pohřben, Caroline Goodsonová proto ve své monografii o Paschalovi I. vyslovila domněnku, že tento chrám byl jeho původním působištěm. Za jeho pontifikátu byly také ostatky svaté Cecílie uloženy v bazilice svaté Cecílie v Trastevere a proběhla rozsáhlá rekonstrukce baziliky Panny Marie Sněžné.

## Odkazy

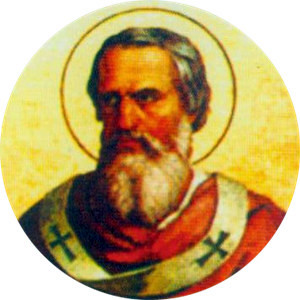
Portrét papeže sv. Paschala I. v bazilice sv. Pavla za hradbami